# إل. باول هاولاند
إل. باول هاولاند هو محامي وسياسي أمريكي، ولد في 5 ديسمبر 1865 في جفرسون في الولايات المتحدة، وتوفي في 23 ديسمبر 1942 في كليفلاند في الولايات المتحدة. نشط حزبياً في الحزب الجمهوري. وقد انتخب عضو مجلس النواب الأمريكي ‏.